# رموز إيطاليا
الرموز الوطنية لإيطاليا هي الرموز التي تستخدم في إيطاليا للتعبير عنها وتمثيلها، والتي تعكس الجوانب المختلفة للناس والتاريخ والثقافة.

## العلم

علم إيطاليا

علم إيطاليا (بالإيطالية: Tricolore)‏ ينكون من 3 ألوان عمودية ومتساوية المساحة، وهي الأخضر والأبيض والأحمر على الترتيب، بحيث يكون الأخضر بجوار سارية العلم عند رفعه. بدأ استخدامه في 19 يونيو 1946 واعتمد رسمياً في 1 يناير 1948.

## شعار النبالة

شعار إيطاليا

اعتمد شعار إيطاليا الحالي من الجمهورية الإيطالية في 5 مايو 1948. على الرغم من أنه يعامل على أنه شعار للنبالة، إلا أنه من الناحية الفنية يميل إلى كونه شعاراً أكثر من كونه شعار نبالة، حيث لا يتوافق مع قواعده.

### ستيلا دي إيطاليا
ستيلا دي إيطاليا هي شعار قديم يعبر عن الهوية الإيطالية وتمثيل استعاري قديم لشبه الجزيرة الإيطالية

## النشيد الوطني
ايل كانتو ديلي إيتالياني، والمعروف بين الطليان باسم إخوة إيطاليا (بالإيطالية: Fratelli d'Italia)‏. كتبت كلمات النشيد في خريف 1847 في جنوة على يد الطالب الوطني البالغ من العمر 20 عاماً غوفريدو ماميلي في أجواء النضال الشعبي لتوحيد إيطاليا واستقلالها.

## فريق الاستعراض الجوي الوطني
سهام إيطاليا (بالإيطالية: Frecce Tricolori)‏ هو فريق استعراضات جوية تابع للقوة الجوية الإيطالية، ويقع في شمال شرق البلاد في فريولي فينيتسيا جوليا في مقاطعة أوديني.

## النصب التذكاري الوطني

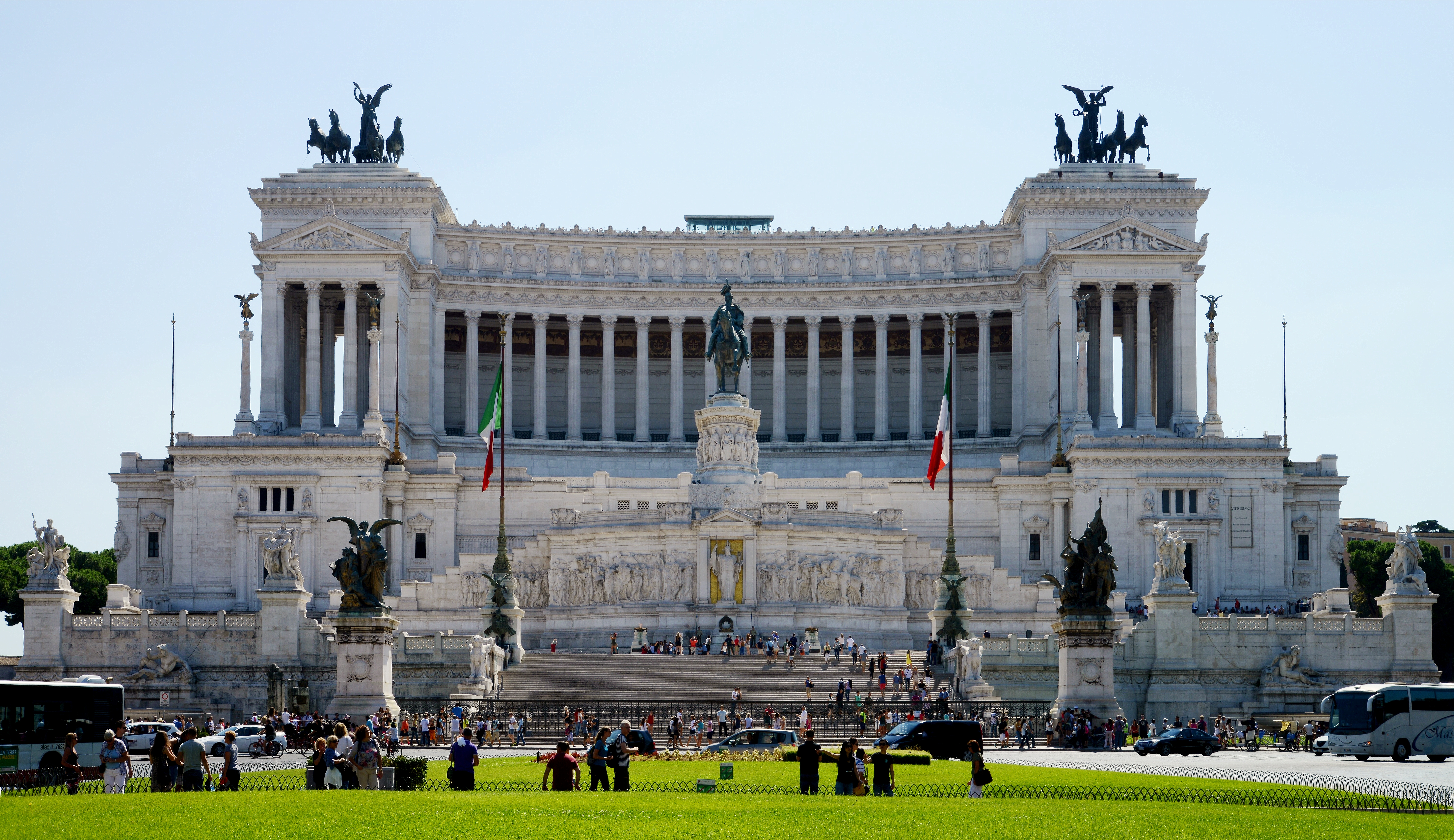
النصب التذكاري الوطني لفيكتور إيمانويل الثاني

النصب التذكاري الوطني لفيكتور إيمانويل الثاني (بالإيطالية: Monumento Nazionale a Vittorio Emanuele II)‏، أو كما يعرف بمحراب الوطن (بالإيطالية: Altare della Patria)‏ هو نصب تذكاري بني لتكريم فيكتور إيمانويل الثاني، أول ملك لإيطاليا الموحدةـ ويقع في روما.